# Kodeks Xicotepec
Kodeks Xicotepec (Códice de Xicotepec) – aztecki manuskrypt opisujący historię miasta miast Cuauhchinanco i Xicotepec, od wyruszenia przodków ich mieszkańców z mitycznej ojczyzny aż po czasy kolonialne. Manuskrypt odkryty został przypadkowo w miejscowości Cuaxicala w roku 1991 przez etnografów, małżeństwo Claude i Guy Stresser-Péan. Kodeks przechowywany był do współczesności przez lokalną społeczność. 
Dokument jest cennym źródłem historycznym dla pogranicza kultur nahua i totonackiej w okresie poprzedzającym podbój Meksyku przez Hiszpanów, a także wczesnych lat kolonialnych. Powstał w regionie Huauchinango – Xicotepec w dzisiejszym stanie Puebla. Xicotepec, od którego kodeks bierze swą nazwę, było ważnym punktem handlowym na szlakach łączących Dolinę Meksyku z wybrzeżem Zatoki Meksykańskiej i położonymi na północy żyznymi rejonami. Opisuje historię Meksyku z perspektywy lokalnej i wnosi nieznane wcześniej fakty do historiografii prekolumbijskiej Mezoameryki.  
Kodeks powstał w połowie XVI wieku, jednak Claude i Guy Stresser-Péan przypuszczają, że może on być kopią wcześniejszych, prekolumbijskich dokumentów, które nie dotrwały do współczesności. Istnieje możliwość, że dokument sporządzono w związku z procesem sądowym, jaki w 1542 miasta Cuauhchinanco i Pahuatlan wytoczyły budowniczemu dróg Juanowi Catalán w sprawie budowy nowego szlaku handlowego i pobierania przez urzędnika zbyt wygórowanych danin. Stworzony jest za pomocą azteckiego pisma ideograficznego, w którym historia opowiadana jest za pomocą ilustracji, którym towarzyszą daty kalendarza Azteków oraz nazwy przedstawionych miejsc i osób zapisane glifami sylabicznymi. Dodatkową trudnością jest fakt, że tymi samymi glifami można przedstawić wiele różnych toponimów odnoszących się do różnych miejsc o zbliżonych nazwach, możliwe jest także zapisanie nazwy miejscowej na wiele różnych sposobów, co często zależne było od lokalnej tradycji piśmienniczej. Istnieje również przypuszczenie, że glify reprezentujące nazwy miejscowe zaprezentowane na pierwszych kartach kodeksu mogą w istocie być trójjęzyczne: w języku nahuatl, totonackim i otomi. Z tego względu jego interpretacja w wielu miejscach nastręcza badaczom pewne trudności. 

## Opis
Kodeks ma postać zwoju o długości 6,36 metra i szerokości od 18 do 19 centymetrów, składającego się z dziewięciu zszytych razem pasów skóry. Na zwoju zamieszczono 25 stron, tzw. kart. Każda z nich zawiera pasek z glifami kalendarzowymi odpowiadającymi latom przedstawionym w warstwie piktograficznej. Najwcześniejszą zamieszczoną datą jest rok 1431 (4 Acatl, 4 Trzcina), najpóźniejszą 1533 (rok 3 Calli, 3 Dom), obejmuje więc 102 lata historii. 

## Treść
Pierwsze trzy strony kodeksu (zwane w literaturze sekcjami), silnie zniszczone, traktują o pochodzeniu mieszkańców Xicotepec i ich wyjściu z mitycznej ojczyzny Meksykanów, Chicomóztoc (miejsca Siedmiu Jaskiń), lub z Tlapallan.  
Następne pięć (strony 3-8) przedstawia grupy kapłanów i kolejne toponimy, prawdopodobnie opisuje dalszą wędrówkę przodków mieszkańców Xicotepec wzdłuż Zatoki Meksykańskiej i do ich późniejszej siedziby.  
Strona 9 pokazuje dwóch założycieli dwóch miast, z których jedno możliwe jest do zidentyfikowania jako Xicotepec, a drugie dzięki informacjom na kolejnych stronach kodeksu można być może utożsamić z Cuauhchinanco. Pierwszy z władców podpisany jest jako 7 Tecpatl (nóż), co część badaczy identyfikuje jako formę zapisu imienia Nezahualcoyotla, choć nie jest to jednoznacznie przyjęte. Część badaczy uznaje, że scena ta przedstawia podbój miasta Xicotepec przez Nezahualcoyotla i jego syna Cipactli w wyniku kampanii wojskowej w latach 1438–1444. Faktycznie przedstawione ponad rysunkiem glify kalendarzowe odpowiadają datom 1438, 1439, 1440, 1441, 1442 i 1443.  
Strona 10 w warstwie malarskiej przedstawia grupę sześciu wojowników uzbrojonych na sposób Acolhua raczej niż nahuański, pokonujących w boju dwóch wojowników huasteckich, a trzeciego biorących do niewoli. Walce przygląda się władca z poprzedniej strony wraz z synem. Kolejna strona przedstawia dwie postaci, być może wywodzące się z innej nacji, obserwujące bitwę. 
Sekcje 12–15 opisują wczesną historię polityczną i gospodarczą miasta, w szczególności jego relacje z Cuauhchinanco. Strona 12, opatrzona datami od 1451 do 1457, przedstawia władcę miasta odbierającego hołd lenny (tequitl) od kilku postaci przedstawionych w przeciwległym krańcu strony. Kolejna strona przedstawia ponowne spotkanie władców Xicotepec i Cuauhchinanco, a strony 14 i 15 bitwy z ich udziałem.  
Kolejny fragment, obejmujący sekcje 16, 17 i 18, jest najbardziej zniszczony, przez co jego interpretacja jest najtrudniejsza. Jerome A. Offner uważa, że na stronie 16 pojawia się bez wątpienia Nezahualcoyotl, z włosami ostrzyżonymi na modłę wojownika Tenoczków, obok niego ambasador Texcoco, a w środku obrazu córka władcy tego miasta. Jego zdaniem przedstawioną scenę należy interpretować jako złożenie oferty mariażu dynastycznego władcy Cuauhchinanco przez Nezahualcoyotla, a ambasador informuje władców Cuauhchinanco i Xicotepec, że winni są córce tequitl. Na kolejnej stronie widać śmierć władcy Cuauhchinanco, oraz składającego dar lub ofiarę zatartej postaci władcę Xicotepec, już ostrzyżonego zgodnie z nową modą przybyłą ze środkowego Meksyku.  
Nie jest jasne, czy kolejne dwie strony stanowią jeden epizod, bowiem strona 18 jest mocno zniszczona, natomiast na stronie kolejnej trudno jest odczytać glif oznaczający imię władcy. Offner uważa, że na stronie 18 przedstawione jest namaszczenie władcy Cuauhchinanco na tlatoaniego miasta przez Ahuitzotla, władcę Azteków w latach 1486–1502, natomiast kolejna strona miała by przedstawiać mariaż dynastyczny pomiędzy oboma władcami. Na wcześniejszej ze stron widnieje także władca Xicotepec oraz jego żona, najwyraźniej pochodząca z Texcoco, być może krewna Nezahualpilliego. Na obu stronach widoczni są również synowie z tego związku: Techotlalatzin oraz drugi z synów, najwyraźniej zamieszany w cudzołóstwo, bowiem miast imienia podane są dwa glify odpowiadające uduszeniu i ukamienowaniu, dwóm karom zarezerwowanym właśnie dla cudzołożników. Niektórzy badacze uznają, że osobą z której dopuścić się miał tego występku mogła być żona Nezahualpilliego, Chalchiuhnenetzin, jednak inni uważają, że mogło chodzić o zupełnie inny romans między możnymi.  
Na stronie 20 pojawia się Motecuhzoma Xocoyotl, władca Azteków w latach 1502–1520 oraz glify wskazujące składanie ofiar z wojowników pojmanych w bitwie. Pozostałe elementy sceny nie są wyjaśnione, być może chodziło w niej o kampanię zbrojną, w wyniku której wystawiono w jednym z miast świątynię.  
Kolejną kartę zajmuje namaszczenie kolejnego władcy Cuauhchinanco przez Motecuhzomę. W tej i kolejnych scenach historia rozgrywa się między czterema miastami, których władcy przedstawieni są w rogach kart: Tenochtitlan i Cuauhchinanco (w części górnej) oraz Xicotepec i Texcoco (w dolnej). Może to sugerować sytuację międzynarodową między tymi poleis w przedstawionym okresie.  
Na karcie 22 ponownie pojawia się Motecuhzoma w towarzystwie Nezahualpillego z datą 1512 (7 Tecpatl). Widać również nowego władcę Cuauhchinanco oraz, prawdopodobnie, tego samego władcę Xicotepec, którego przedstawiono również na stronie wcześniejszej. Trudno dociec, czy w centralnej części karty przedstawiono rzekę, szlak handlowy czy może jeszcze inny koncept. Zdaniem Jerome Offnera obraz ten przedstawia powodzenie szlaku handlowego z miasta na wybrzeże, a także nowe zdobycze terytorialne Triple Alianza.   
Kolejna przedstawia czterech władców, jednak w miejscu dotychczas zajmowanym przez Texcoco pojawia się władca lub wysoki rangą urzędnik niezidentyfikowanego miasta (być może tożsamego z Otompan. Władcy rozmawiają ponad wizerunkiem świątyni lub innego budynku o dużym znaczeniu. Nie jest jednak jasny kontekst tej sceny, ani nawet datowanie.  
Ostatnią sceną jest przedstawiony na stronie 24 obraz wstąpienia na tron ostatniego władcy Xicotepec po śmierci jego ojca. W wydarzeniu uczestniczą zarówno świeckie jak i duchowne władze hiszpańskie.  

## Publikacje
- "El codice de Xicotepec: Estudio e interpretacion". Guy Stresser-Pean, tłum.: John F. Schwaller, The Hispanic American Historical Review, Vol. 77, No. 2 (May, 1997), ISBN 968-16-4761-0
- "Codex de Xicotepec", artykuł Stresser-Péan, Guy. ét; Durand-Forest, Jacqueline de. komentarz w: Cahiers des Amériques Latines, n°spécial:, Paris, 1997,
- "El Teponaztli de Xicotepec", 1939, Revista mexicana de estudios antropológicos 3:177-184 Mexico;
- "Diccionario Totonaco de Xicotepec de Juarez" Reid, Aileen, 1974, Summer Institute of Linguistics. 417 p., Mexico
- "Códice de Xicotepec/ Xicotepec Codex" Stresser-Péan, Guy 1996 University of Oklahoma Press. 2 v., Norman